# レナート・ヨハンソン

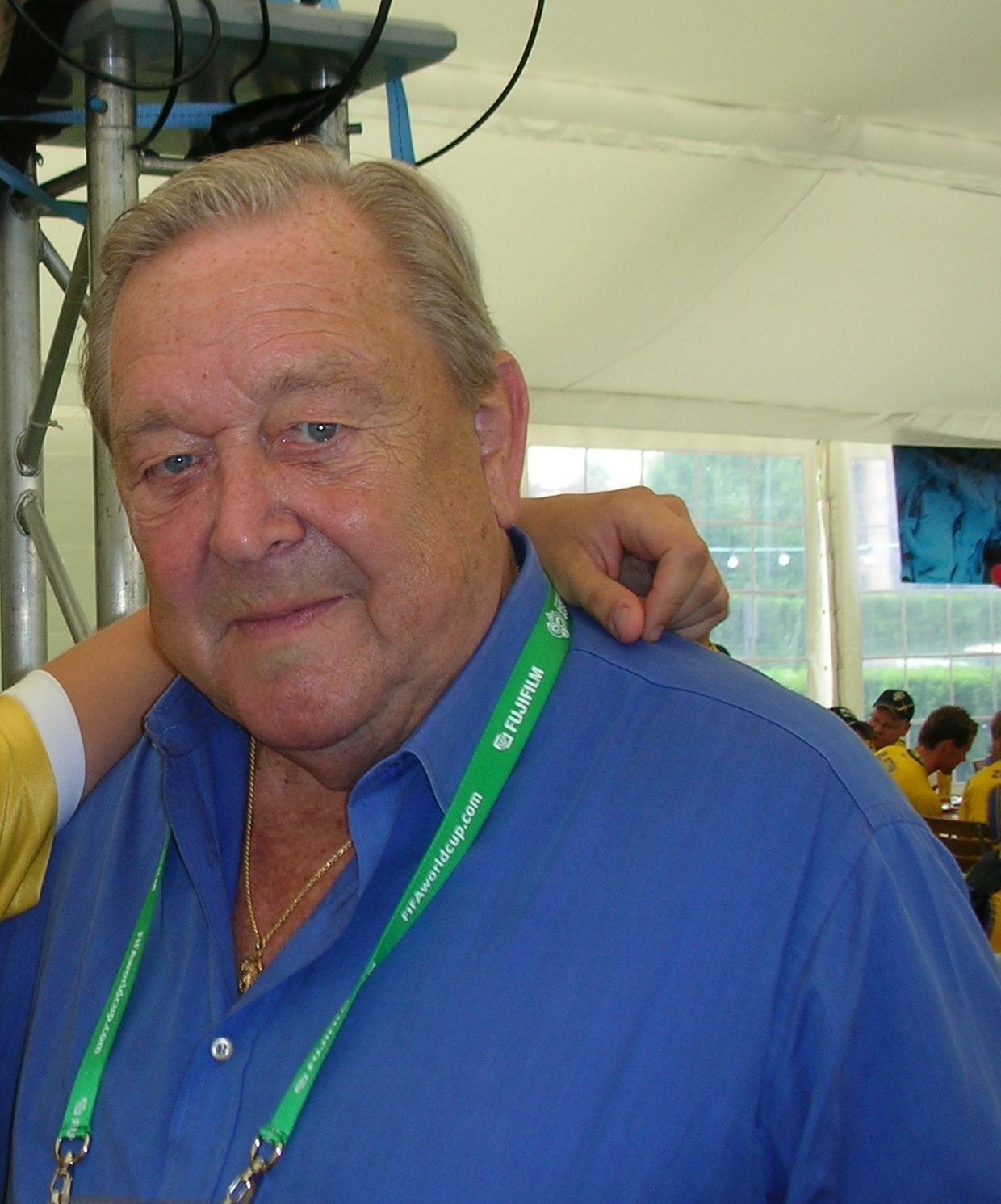
レナート・ヨハンソン

レナート・ヨハンソン（Lennart Johansson、1929年11月5日 - 2019年6月4日）は欧州サッカー連盟（UEFA）の5代目会長である。1990年から2007年まで会長職を務めた。彼の主な業績は、UEFAチャンピオンズリーグを創設したことと、UEFA欧州選手権1992を母国・スウェーデンに誘致したことである。
ストックホルムに生まれ育ち、地元のクラブ・AIKソルナの会長を2005年まで務めた。2005年4月にUEFA会長に再選されると、2007年にも5選を目指し会長選に立候補したが、元フランス代表選手のミシェル・プラティニに僅差で敗れ、
会長職から退いた。
ヨハンソンは国際サッカー連盟（FIFA）の副会長でもあり、1998年にはジョアン・アヴェランジェの後継を目指して会長選に立候補したが、ゼップ・ブラッターに敗れた。
2019年6月4日、死去。89歳没。